# Манастир Нова Грачаница
42° 22′ 26.5″ N 88° 0′ 14.3″ W / 42.374028° С; 88.003972° З
Манастир Нова Грачаница (енгл. New Gračanica Monastery) манастир је Покрова Пресвете Богородице код Чикага.
Сједиште је Епархије новограчаничко-средњозападноамеричке.

## Историја
Манастир Нова Грачаница уз манастир Светог Саве у Либертивилу представља најзначајнији манастир Српске православне цркве на америчким континентима. Нова Грачаница се налази у градићу Терд Лејку („Трећем Језеру”) у близини Чикага, Илиноис, САД. Манастирска грађевина представља реплику манастира Грачаница са Косова и Метохије.
У периоду од 1984. до 2009. манастир је био сједиште Митрополије „новограчаничке” и њене Епархије за Америку и Канаду. Данас је сједиште Епархије новограчаничко-средњозападноамеричке.

## Сахрањени на манастирском гробљу
- Урош Сеферовић (1913–1985), председник СНО
- Митрополит новограчанички Иринеј (1914–1999; сахрањен у порти манастира)
- протојереј-ставрофор Ђуро Вукелић (1911–2005), свештеник СПЦ
- Ђоко Марић (1915–2010), четнички командант

## Галерија
- Манастирско гробље и зграда богословске школе Светог Саве